# زیوزدا (ماژول ایستگاه فضایی)
زیوزدا (به روسی: Звезда)، به معنای ستاره، که با عنوان برنامه داس-۸ و ماژول خدماتی زیوزدا نیز از آن یاد می‌شود. یکی از اجزا ایستگاه فضایی بین‌المللی است. این ماژول، سومین ماژولی بود که ایستگاه فضایی رهسپار شد و سامانه پشتیبانی زندگی را برای ایستگاه فراهم می‌کند. این ساختار در مرکز بخش روسی ایستگاه فضایی قرار دارد که تشکیل دهنده بخش مدارگرد روسی است.
این ماژول توسط آرکی‌کی انرژیا به همراه دو بخش که توسط کروچیچف طراحی شده‌است ماژول زیوزدا به همراه موشک پروتون در تاریخ ۱۲ ژوئیه ۲۰۰۰ به فضا پرتاب شد. این پرتاب به همراه یک تبلیغ که نشان رستوران پیتزا هات بود انجام شد، که برای پرتابگران ۱ میلیون دلار درآمد به ارمغان آورد.

## خاستگاه
ساختار اصلی چارچوب زیوزدا که با نام داس-۸ شناخته می‌شود، در دهه ۸۰ میلادی طراحی و ساخته شد تا تشکیل دهنده هسته اصلی ایستگاه فضایی میر-۲ باشد؛ که در نتیجه زیوزدا را از نظر لایه، شبیه به هسته ایستگاه فضایی میر (داس-۷) می‌کرد. در واقع نیز بر روی این ماژول، برای مدتی، عنوان میر-۲ نقش بسته بود. از نظر ساختار طراحی این ماژول به دوران ایستگاه فضایی سالیوت وامدار بود. چارچوبِ این ماژول، در فوریه ۱۹۸۵ کامل شد و بخش‌های داخلی این نیز در اکتبر ۱۹۸۶ کامل شد.
بعد از شکست پولیوس، هسته مرکزی میر-۲ باز-طراحی شد تا بتواند به مدار برسد. زیوزدا حدود یک‌چهارم سایز پولیوس بود.

## طراحی
زیوزدا شامل محفظه کار سیلندری بود که ساکنان در آن زندگی و کار می‌کردند، اتاقک انتقال که به پایگاه متصل می‌شد، محفظه اسمبلی که محیط بر اتاقک انتقال بود. محفظه اسمبلی دارای یک محفظه انتقال بود که سه درگاه داشت (در کل زیوزدا دارای ۴ درگاه می‌شد)
وزن این ماژول حدود ۱۸۰۵۱ کیلوگرم و دارای طول ۱۳٫۱ متر است. صفحه‌های خورشیدی طول آن را به ۲۹٫۷ گسترش داده‌است.

## اتصال به ایستگاه فضایی

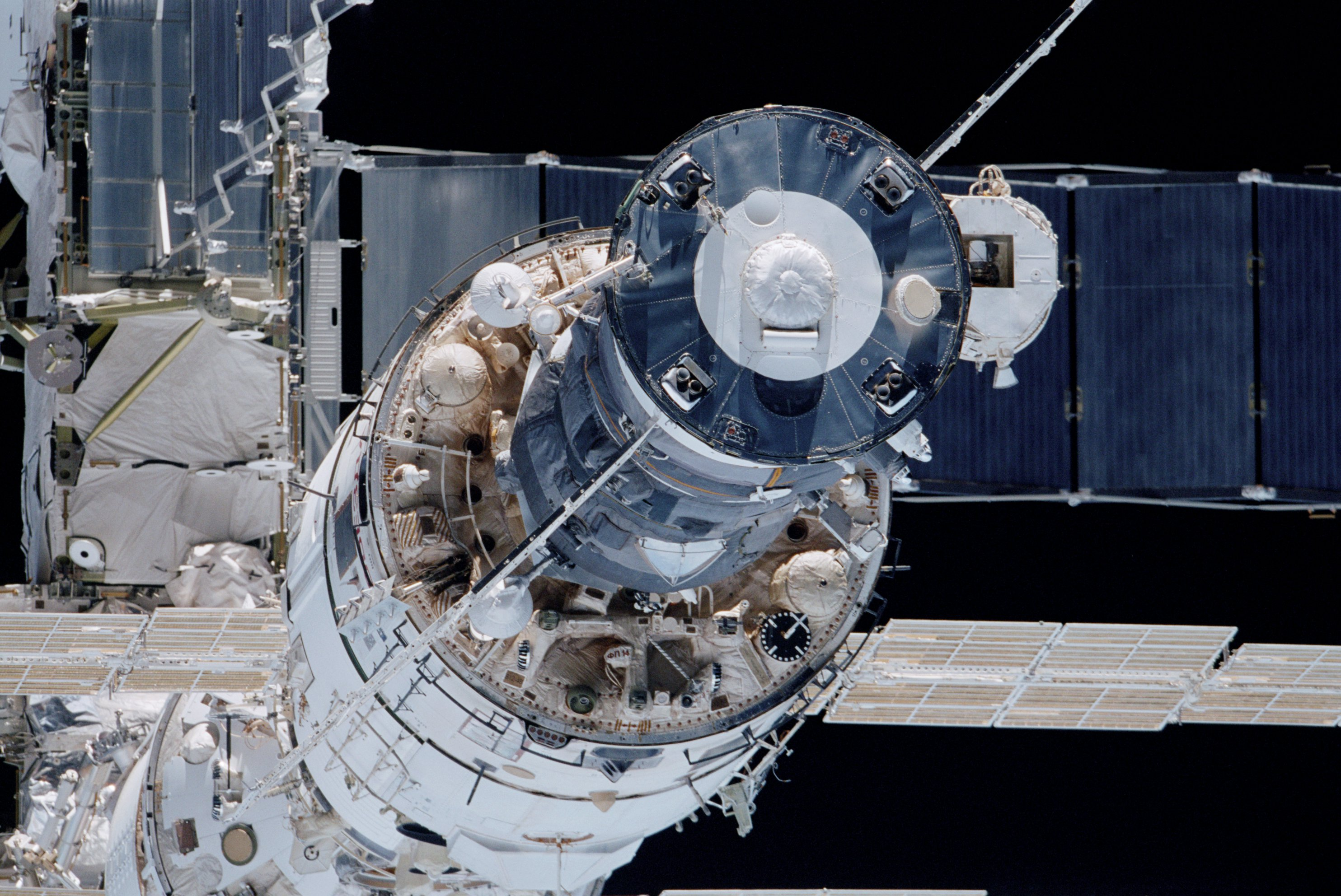
عملیات اتصال زیوزدا از دیدگاه روبه‌رو

در ۲۶ ژوئیه ۲۰۰۰، زیوزدا به عنوان سومین جز از ایستگاه فضایی به قطعه زاریا پیوست. (قطعه زاریا هم‌اکنون به بخش آمریکایی ماژول یونیت متصل است). در همین ماه رایانه‌های موجود در عرضه زاریا کنترل عملیات ایستگاه فضایی را به رایانه‌های زیوزدا سپردند. «اس‌تی‌اس-۱۰۶». ناسا. بایگانی‌شده از اصلی در ۱۳ اوت ۲۰۱۰. دریافت‌شده در ۵ اوت ۲۰۱۲.</ref>
در ۱۱ سپتامبر ۲۰۰۰، دو عضو از خدمه شاتل فضایی در مأموریت اس‌تی‌اس-۱۰۶، اتصال بین زیوزدا و زاریا را در طی عملیاتی ۶ ساعت و ۱۴ دقیقه‌ای کامل کردند. این عملیات از طریق بازوی رباتیک انجام شد. اد لو (فضانورد آمریکایی) و یوری مالینچکو (فضانورد روسی) مجری این کار بودند. این کار شامل برقراری اتصال چهار کابل برق، چهار کابل ویدئویی و داده که به صورت فیبر نوری بود، می‌شد. روز بعد، خدمه اس‌تس‌اس-۱۰۶ با حضور شناور در زیوزدا، این ماژول را در ساعت ۰۵:۲۰ به وقت شرق آمریکا، افتتاح کردند.
زیوزدا مکان‌های حیاتی را برای خدمه و ساکنان سامانه فراهم می‌آورد. همچنین فراهم‌کننده یک سیستم ارتباطی نیز هست (زیوزدا یک خط اترنت با سرعت ۱۰مگابیت به ایستگاه فضایی را ارائه نمودهref>ایستگاه فضایی و فصعات تجاری و آمادهٔ اس‌تی‌اس، مسیریابی و آزمایش شد، خاطرات فضایی ایوانوویچ، بل</ref>) نیروی الکتریسیته، سیستم‌های پردازش داده، سامانه کنترل پرواز و سامانه نیروی محرکه از دیگر امکانات این بخش روسی است.
دو موتور اصلی این قطعه توانایی افزایش ارتفاع ایستگاه را داراست. این عملیات در ۲۷ آوریل ۲۰۰۷ صورت گرفت که اولین بار بود که این موتورها روشن شدهبود.

## خطر پرتاب
به خاطر مشکلات اقتصادی روسیه، هیچ گونه پشتیبانی یا بیمه‌ای در مورد زیوزدا انجام نشده بود. به همین خاطر ناسا ماژول کنترل موقت را ساخت تا در صورت از بین رفتن یا خطا در پرتاب، بتواند آن را جایگزین نماید.

## داخل

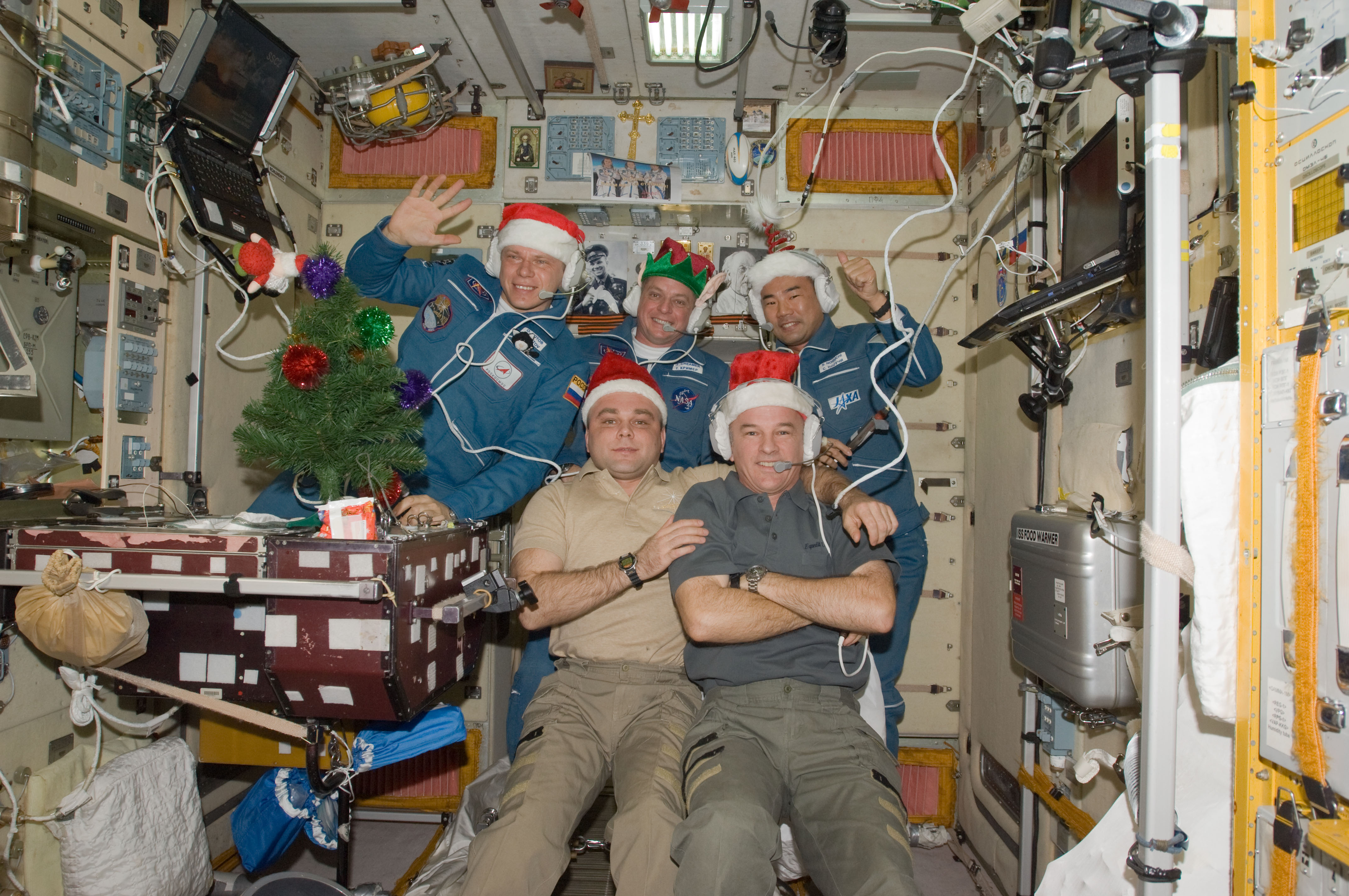
اعضای ایستگاه فضایی در حال جشن‌گرفتن کریسمس در زیوزدا
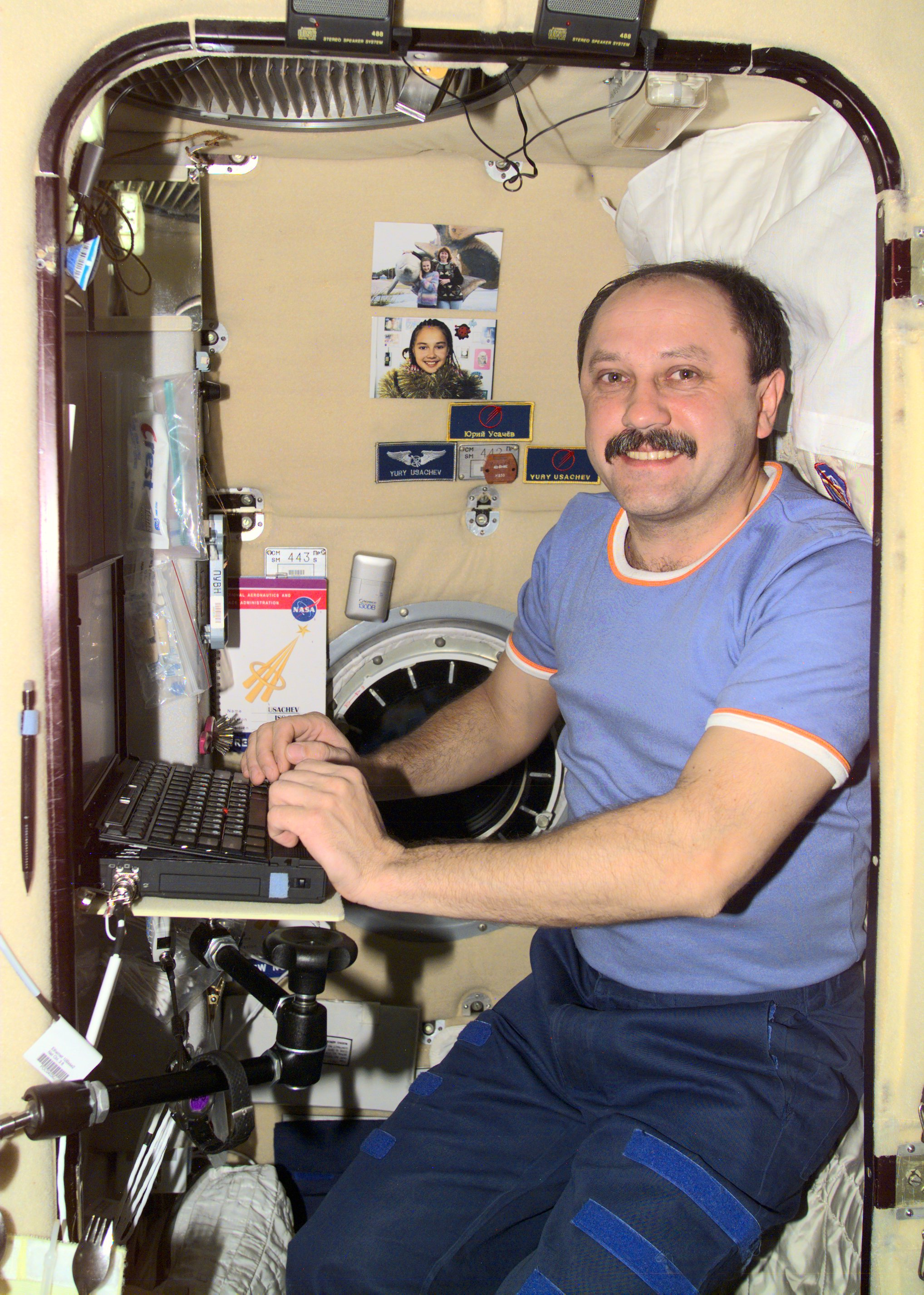
محل یکی از سرنشینان در زیوزدا
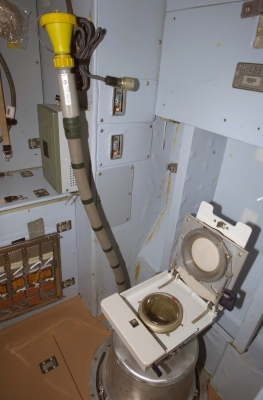
دستشویی فضاییِ زیوزدا
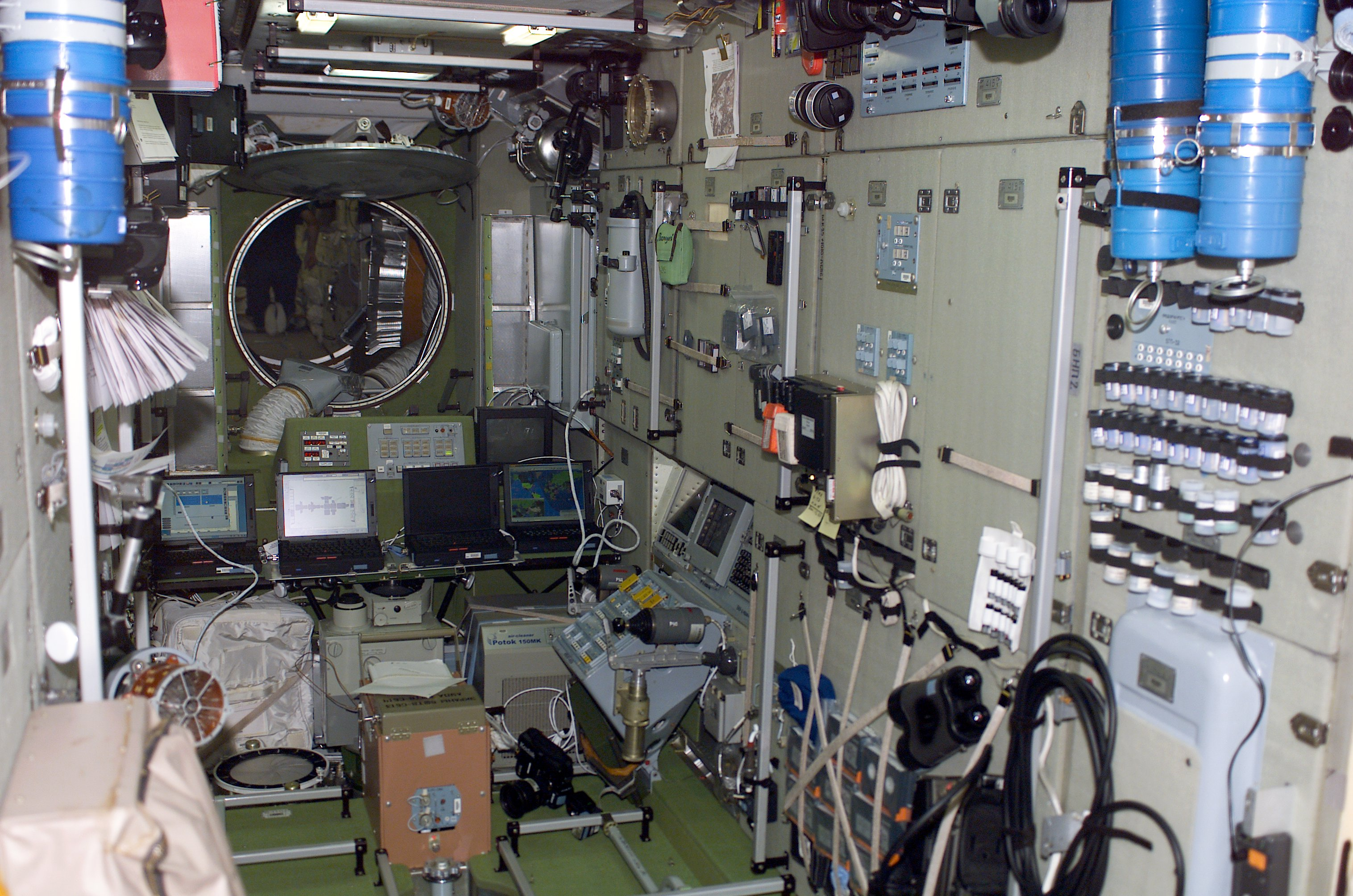
دید از روبه رو به بخش داخلی زیوزدا

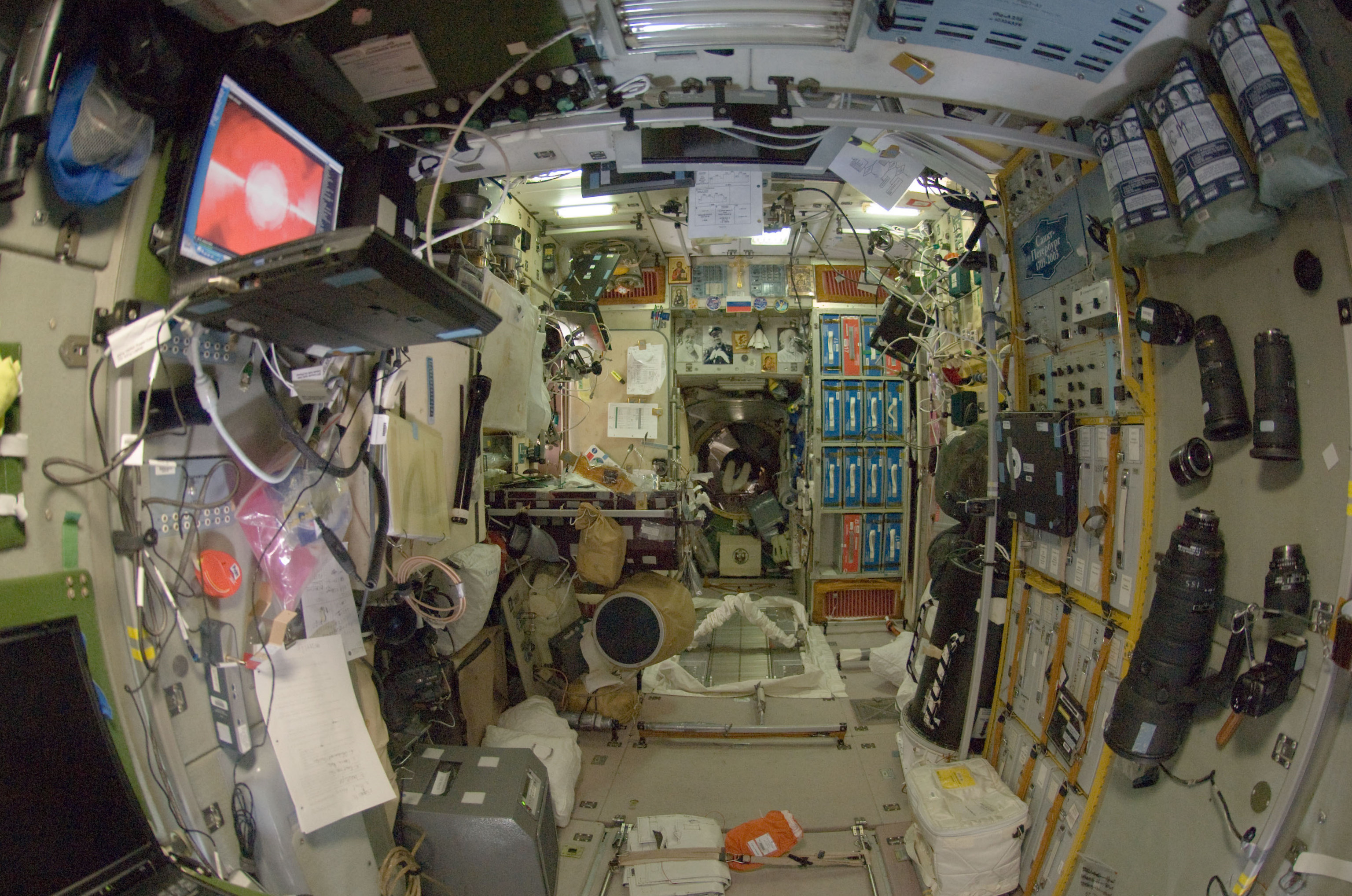
عرشهٔ زیوزدا. آیتم‌های موجود در عرشه از جمله کراکیفیکس، لنز دورین عکاسی، فلاش دورین، لنز بزرگنمایی دوربین، لپ‌تاپ، نرم‌افزار پخش موسیقی، تصویری از کنستانتین تسیولکوفسکی، بلندگوهای خارجی برای لپ‌تاپ، تصویری از یوری گاگارین، پرچم روسیه، مدل ایستگاه فضایی، تصویری از سنت پیترزبورگ، اسیلوسکوپ و مولتی‌متر

## خارجی

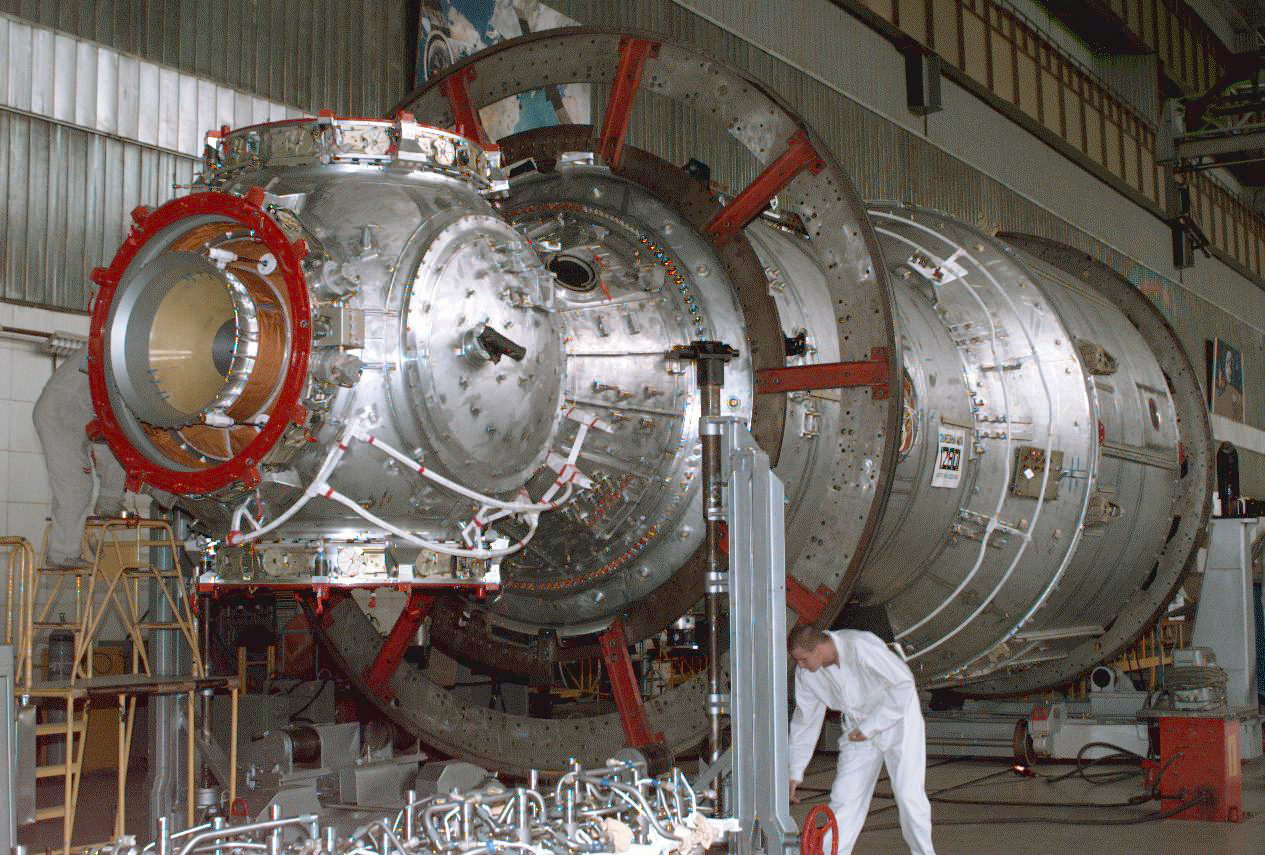
ماژول خدماتی زیوزدا در حال ساخت
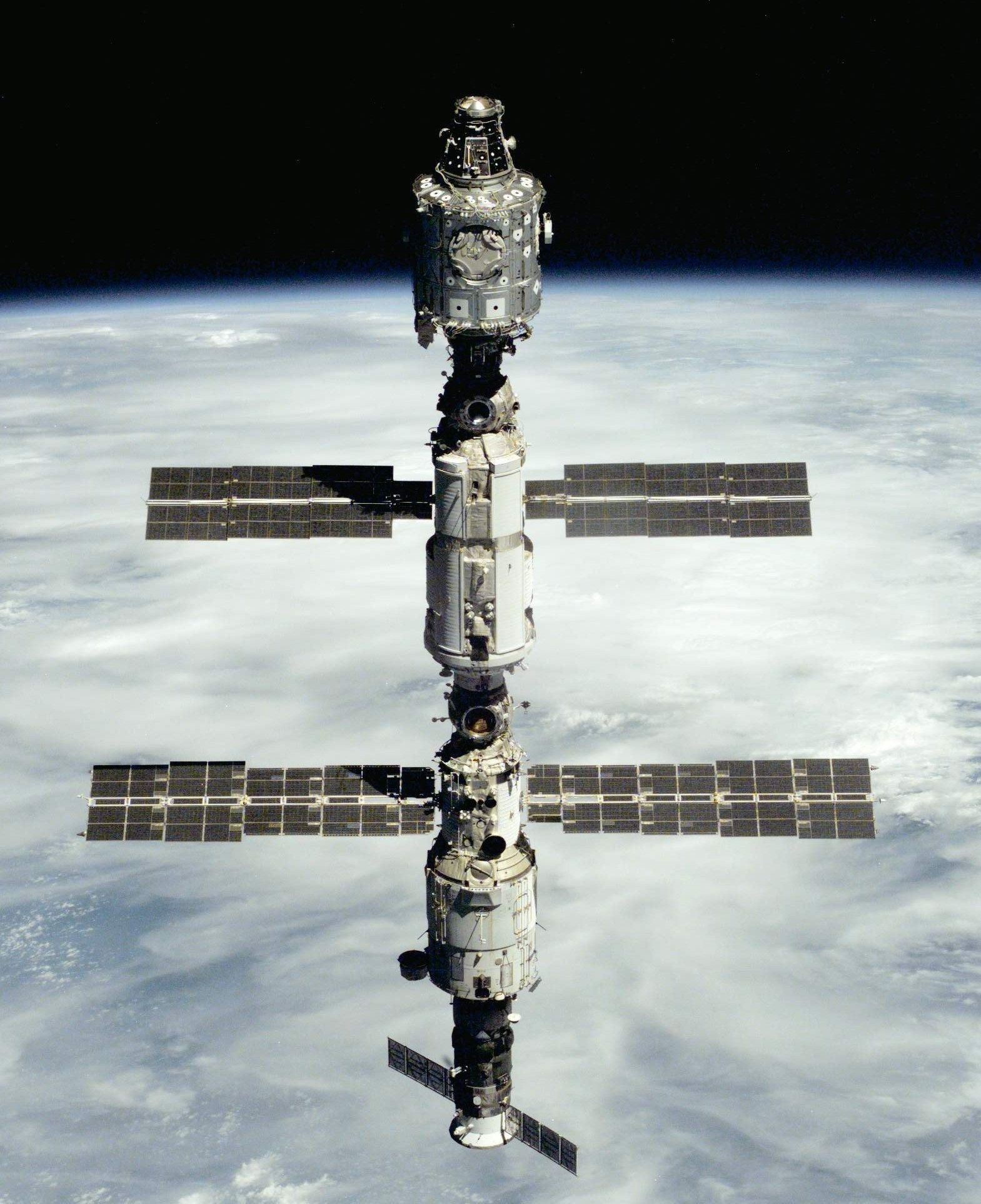
گره واحد (یونیتی)۱، PMA-1, زاریا FGB، ماژول خدماتی زیوزدا، و پروگرس ام۱-۳.
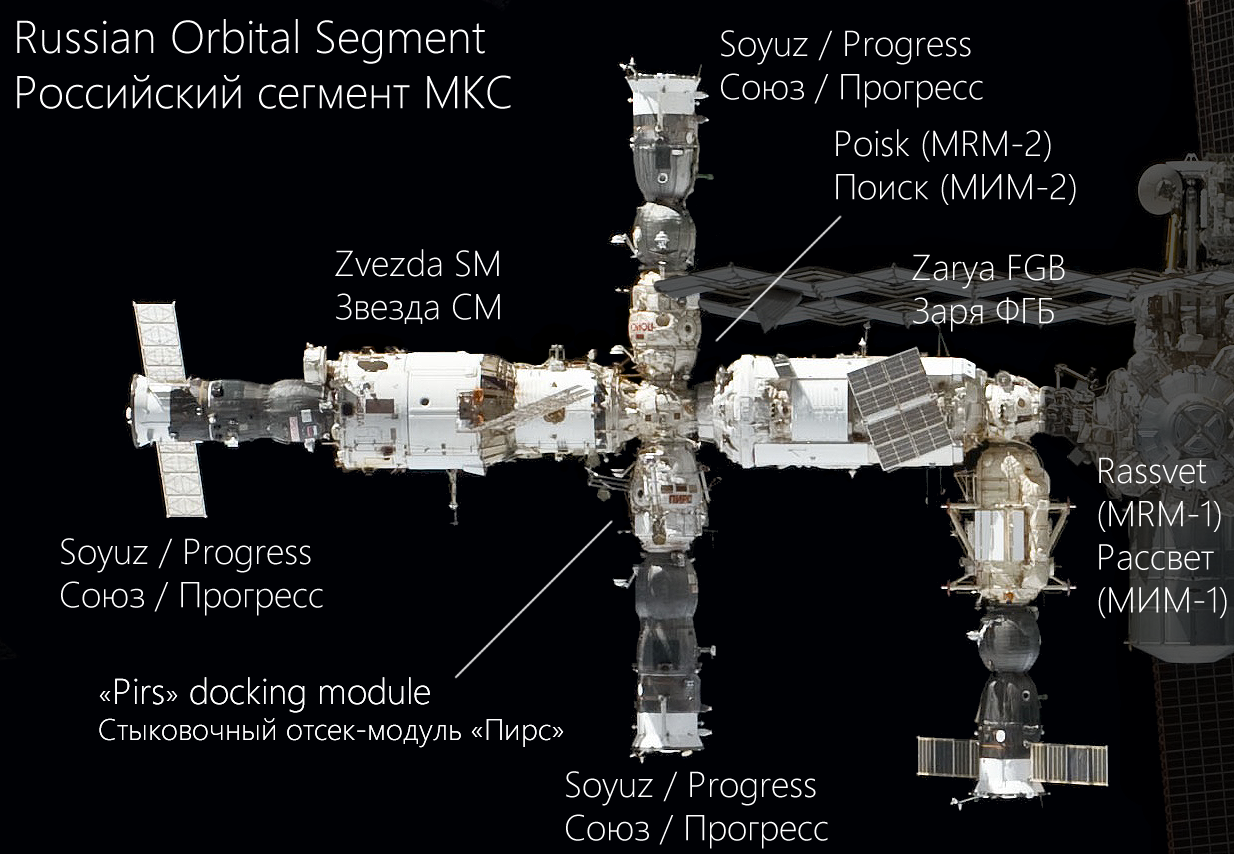
مکان زیوزدا' در بخش مدارگرد روسی
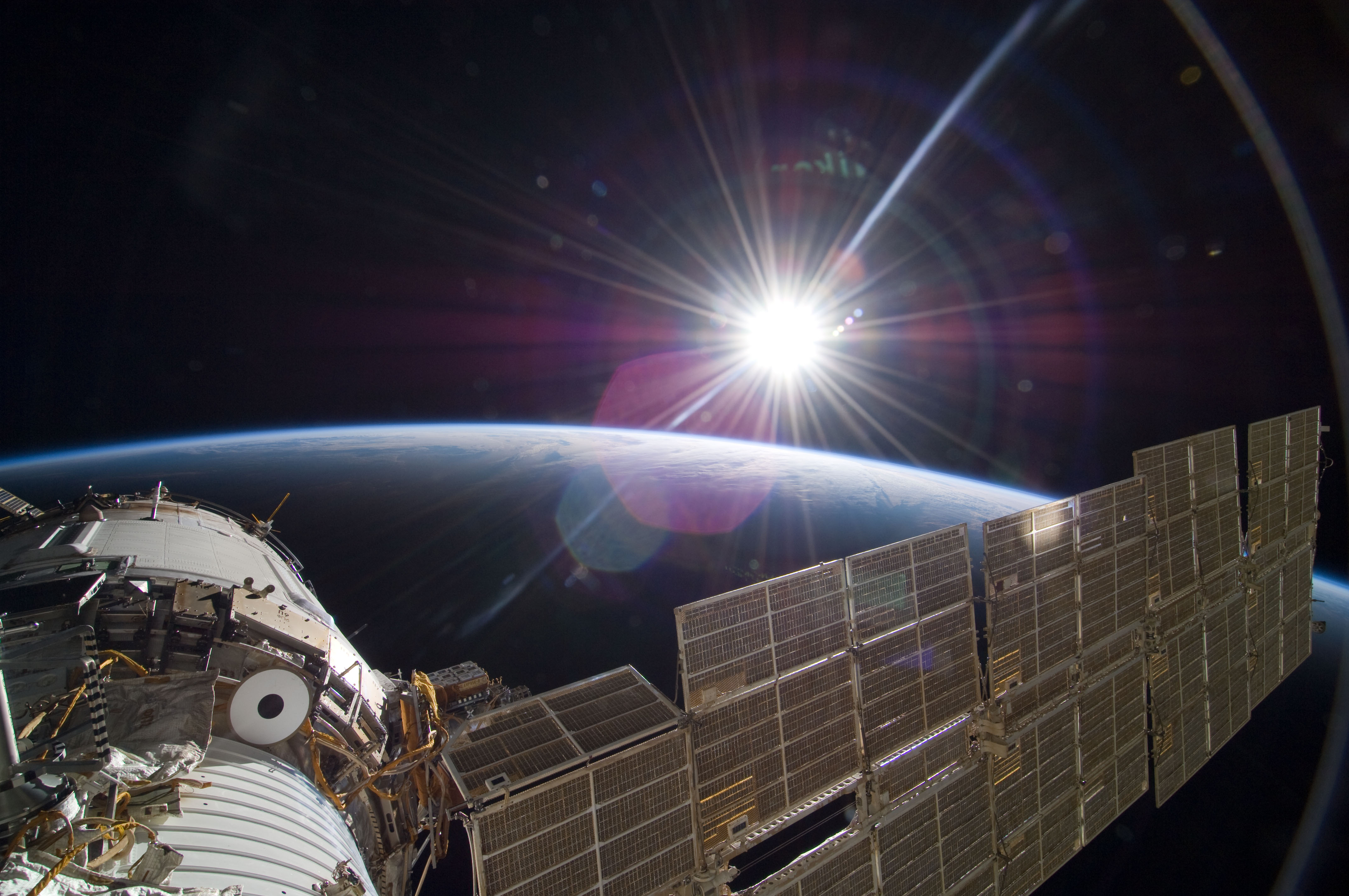
طلوع خورشید در مدارگرد زیوزداو صفحه‌های خورشیدی آن

## پیوند
- زیوزدا @ فضای روسی بایگانی‌شده  در ۲۱ سپتامبر ۲۰۲۰ توسط Wayback Machine (شامل دیاگرام‌ها)